# مصطفى الناظور
مصطفى الناظور مغني شعبي جزائري واسمه الحقيقي مصطفى سعيجي ولد في 3 أفريل 1874 في بوزريعة في الجزائر العاصمة وتوفي في 19 ماي 1926 في شرشال بولاية تيبازة غرب العاصمة ويعتبر من المساهمين في تطور الغناء الشعبي الجزائري ويوجد له فيديوهات قليلة ونادرة صورها التلفزيون الفرنسي أيام الاستعمار. فقد اشتهر باغانيه